# André Chalmel
André Chalmel (* 10. Oktober 1949 in Dol-de-Bretagne oder in Saint-Malo) ist ein ehemaliger französischer Radrennfahrer.

## Sportliche Laufbahn
Chalmel war im Straßenradsport aktiv. Als Amateur startete er für den Verein UV Saint-Malo. Er gewann 1973 eine Etappe der Tour des Vosges, das Eintagesrennen Manche-Atlantique und die Tour d’Ille-et-Vilaine 1974 mit einem Tageserfolg. 1981 wurde er Berufsfahrer und blieb bis 1982 als Radprofi aktiv. Siege als Radprofi holte er 1977 im Grand Prix de Plumelec (Grand Prix du Morbihan) und auf einer Etappe der Luxemburg-Rundfahrt, 1980 im Grand Prix de la côte normande und auf der 2. Etappe der Tour du Limousin sowie 1983 im Grand Prix d’Isbergues. Sein bedeutendster Erfolg war der Sieg bei Bordeaux–Paris 1979 vor Régis Delépine. Er gewann das Rennen mit einem Rekorddurchschnitt von 47,061 km/h bzw. nach 584,5 km in 12 Stunden, 25 Minuten und 12 Sekunden, nachdem er 343 Kilometer als Solist zurückgelegt hatte. 
Dritte Plätze holte Chalmel bei Bordeaux–Paris 1976 und 1977, in der Tour des Alpes-Maritimes et du Var 1976, in der französischen Straßenmeisterschaft und im Grand Prix de Fourmies 1977 sowie in der Tour d’Armorique 1980. Mit dem 4. Platz bei den Straßenradsport-Weltmeisterschaften 1979 fuhr er knapp am Podium vorbei. 1977 kam er auf den 6. Platz im Weltmeisterschaftsrennen und war damit bester Franzose.
Die Tour de France fuhr Chalmel fünfmal. Er wurde 1976 65., 1977 42., 1978 63., 1979 59. und 1982 115. der Gesamtwertung. In der Tour 1982 wurde er Sieger der Bergwertung auf dem Col du Soulor. In der Vuelta a España 1978 kam er auf den 47. Platz. 
Von 1977 bis 1983 war er Präsident der Radfahrergewerkschaft Union Nationale des Cyclistes Professionels (UNCP).